# Fred Fox
Frederick Strachan „Fred“ Fox (* 22. Januar 1884 in London; † 1. Dezember 1949 in Los Angeles, Kalifornien) war ein britischer Filmschauspieler und Regieassistent, der bei der Oscarverleihung 1934 den Oscar für die beste Regieassistenz erhielt.

## Leben
Fox begann 1928 als Regieassistent bei dem Film The Midnight Taxi und war anschließend bei 13 weiteren Filmproduktionen in dieser Funktion tätig. 1934 gehörte er zu den sieben Gewinnern des Oscars in der Kategorie beste Regieassistenz.
Zwischen 1943 und seinem Tod 1949 war er außerdem auch als Filmschauspieler tätig und spielte Nebenrollen in 13 eher unbekannteren Filmen wie Eine Lady mit Vergangenheit (1945), Buffalo Bill greift ein (1947), Endpurt (1947), Amber, die große Kurtisane (1947), Bis zur letzten Stunde (1948) und Im Banne der roten Hexe (1948).